# Simulium travassosi
Simulium travassosi es una especie de insecto del género Simulium, familia Simuliidae, orden Diptera.

## Distribución
Se distribuye por Argentina y Brasil.

## Taxonomía
Fue descrita científicamente por d'Andretta & d'Andretta, 1947. Fue publicada en Espécies neotropicais da familia Simuliidae Schiner (Diptera Nematocera). I. Simulium botulibranchium Lutz.